# Julius Rieter
Julius Rieter (* 5. Juni 1830 in Winterthur; † 9. Mai 1897 in Zürich) war ein Schweizer Landschaftsmaler und Zeichner.

## Leben

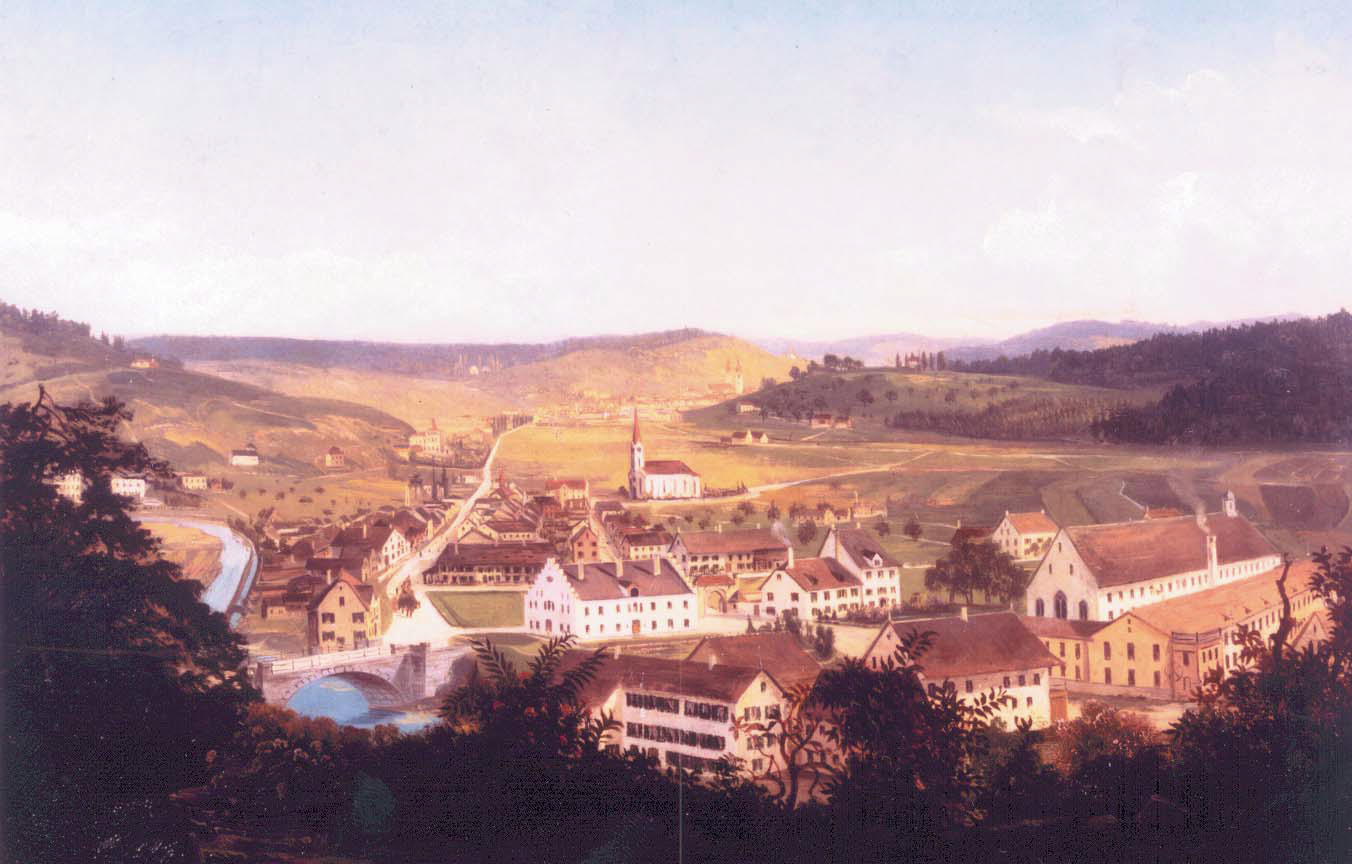
Ansicht von Töss, 1866

Rieter war Sohn des Kaufmanns Heinrich Rieter zu Neuegg und dessen Ehefrau Ermine, geb. Brunner, sowie älterer Bruder des Historienmalers Carl Rieter.
Rieter lebte als Kunstmaler in Hausen am Albis. Er beteiligte sich an schweizerischen Kunstausstellungen. In ihrem Gesellschaftsalbum besitzt die Kunsthalle Winterthur verschiedene Arbeiten Rieters, insbesondere Federzeichnungen.